# Radu II.
Radu II., zvaný Plešatý, (rumunsky: Radu al II-lea Prasnaglava; † 1427) byl kníže Valašského knížectví.
Na trůn se dostal díky podpoře Osmanské říše, kde působil jako vazal. Je považován za panovníka, který ustanovil kontrolu Osmanské říše nad Valašským knížectvím. O jeho životě se mnoho neví a ani příbuzní (bratranec Dan II.) o něm hodně nemluvili. Jisté je jen to, že během jeho vlády se často měnily hranice jeho knížectví.